# فلورو گریدو
فلورو گریدو (انگلیسی: Floro Garrido; ۱۲ اکتبر ۱۹۵۲ – ۹ ژانویهٔ ۲۰۱۲) بازیکن فوتبال اهل اسپانیا بود.
از باشگاه‌هایی که در آن بازی کرده‌است می‌توان به باشگاه فوتبال کادیس، باشگاه فوتبال لوانته، و باشگاه فوتبال رئال مادرید کاستیا اشاره کرد.